# Der blasse Hund
Der Band Der blasse Hund mit 11 Erzählungen aus dem Nachlass von Heinrich Böll erschien postum 1995 in Köln. Zwischen 1936 und 1951 entstanden, sind alle diese Texte Erstveröffentlichungen.

## Inhalt
In runden Klammern ist das Entstehungsjahr des Textes angegeben. Manche dieser Zeitangaben sind unsicher.

### Die Brennenden (1936/37)
Drei junge Paare fassen die Gründung eines 'Vereins der Freunde des Absoluten' ins Auge. Da ist der 16-jährige Heinrich Perkoning und die junge Prostituierte Susanne. Sie entflieht dem Bordell und bringt Heinrich vom Suizidgedanken ab, indem sie sich mit ihm verlobt. Die rührige Susanne hatte bereits Benedikt Tauster errettet. Nun ist der 18-jährige Benedikt mit Magdalena zusammen. Magdalena erwartet von Benedikt ein Kind. Und endlich, Benedikts Verwandter Veit von Sentau, verarmter fränkischer Adel, liebt die schöne Pianistin Natalie. Aus dem Verein wird wahrscheinlich nichts. Denn es gibt ihn bereits – die Kirche.

### Der Flüchtling (1946)
Joseph, der Verfasser einer staatsfeindlichen Broschüre, ist aus dem KZ entwichen. Auf der Flucht greift er einen seiner Peiniger überraschend an und findet darauf im benachbarten Dorf kurzzeitig Unterschlupf bei einem Geistlichen. Bevor dann Joseph auf der weiteren Flucht die rettende Reichsgrenze erreichen kann, wird er von den KZ-Bewachern erschossen.

### Gefangen in Paris (1946)
Die Amerikaner nehmen Paris ein. Die Deutschen müssen weichen. Soldat Reinhard aber bleibt und plündert. Beim nächsten Vorstoß der Übermacht flüchtet Reinhard in einen Hauseingang und verbirgt sich im Schlafzimmer einer schönen jungen Französin. Erst im Schutze der Dunkelheit kann er die Flucht fortsetzen. Bis dahin wollen sowohl Reinhard als auch die Frau ihren Ehepartnern treu bleiben. Doch sie lieben sich. Bevor Reinhard das Schlafzimmer verlässt, spricht die Frau eine Hoffnung aus. Es könnte möglich sein, dass die Ehepartner den beiden Ehebrechern verzeihen.

### Der blasse Hund (1947)
Theodor Herold alias der blasse Hund, der sich während des Krieges hinter der Front als Offizier an Euthanasiemorden beteiligte und nach dem Kriege als Kopf einer Schwarzhändler-Bande weiter mordete, ist von den eigenen Banden-Mitgliedern bestialisch ermordet worden. Herold stand im Leben nur einem einzigen Menschen nahe; seinem Jugendfreund, dem jetzigen Kaplan Becker. Der Geistliche trauert bei dem Toten und macht sich Vorwürfe. Nach Kriegsende, als sich Herold der Strafverfolgung erfolgreich entzog, hatte Becker den ehemaligen Freund zurückgewiesen, als sich der Kriegsverbrecher in seiner Bedrängnis an ihn gewandt hatte.

### Das Rendez-Vous (1948)
In einem Hotelzimmer trifft sich ein Verheirateter mit einer jungen Frau. Der Mann behält aber "versehentlich" den Trauring am Finger. Die Frau schläft nicht mit dem Mann, sondern geht.

### Die Sippe Esaus (1948/49)
Eine Frau kann das Alleinsein nicht ertragen. So liebt sie einen unbekümmert in den Tag hinein lebenden Schriftsteller, einen Trinker – trotz Armut, trotz aller seiner Schwächen.

### Die Geschichte der Brücke von Berkowo (1948)
Die Wehrmacht weicht Ende 1943 hinter die Beresina zurück. Der Erzähler, ein altgedienter Brückenbau-Ingenieur, setzt mit Hilfe von 250 Zwangsarbeitern eine 1941 von den Russen gesprengte Brücke in Stand. Somit könnte auch schwere deutsche Waffentechnik zurückgezogen werden. Deutsche Kampfverbände östlich der Beresina schützen die Brückenbauer vor den angreifenden Russen. Kurz bevor die arg bedrängten deutschen Verteidiger die Brücke als Fluchtweg benutzen wollen, wird das soeben fertig reparierte Bauwerk von einem deutschen Kommando gesprengt. – Bei dieser Geschichte handelt es sich um eine Vorstufe des achten Kapitels von Bölls Roman "Wo warst du, Adam?".

### Die Toten parieren nicht mehr (1949)
Zu Kriegsende, an einem lauen Frühlingstag an der Front, schreit der Leutnant einen anscheinend im Schlaf lächelnden Soldaten an. Alle lächeln mit ob des Gebrülls. Doch es erweist sich, der Angebrüllte ist tot. Da lächelt keiner mehr. Im Gegenteil, alle fühlen sich tot.

### Verlorenes Paradies (1949)
Nach sieben Jahren Militärzeit sucht der Heimkehrer die Geliebte Maria auf. Er weiß, sie wird ihn nie vergessen. Von allem in ihrem Haus will er wieder Besitz ergreifen. Ungeduldig wartet er in Marias Haus auf die Geliebte – hat er doch jahrelang dieses Wiedersehen erträumt. Doch als der Heimkehrer im Warten sich genauer in den Zimmern umsieht, weiß er auf einmal – sein Kommen war umsonst. Da tritt auch schon der Mann herein, dem Maria nun gehört und eröffnet dem Ankömmling die befürchtete Wahrheit. Der Heimkehrer wendet sich ab und geht fort.

### Amerika (1950)
Der Erzähler, ein hungriger Schriftsteller, hat seinen Füllfederhalter bei einem Amerikaner gegen ein frisches Brot eingetauscht. Er teilt das duftende Nahrungsmittel mit dem hungrigen Maler Hubert. Beide denken beim Essen laut über den täglichen Mindestbedarf an Nahrungsenergie eines deutschen Künstlers nach.

### Anekdote vom deutschen Wunder (1950/51)
Der Vater erläutert dem unablässig nachfragenden Sohn ein paar Tricks, nach denen durch einfach Kontenbewegung aus dem Nichts Vermögen entstehen kann.

## Rezeption
- Heinrich Vormweg schreibt 1995 in seinem Nachwort Anfänge eines Schriftstellers: "Von frühen Meisterwerken kann keine Rede sein."[4] Gleichzeitig ist sich Vormweg ein wenig unsicher, wenn er über die literarische Bedeutung der 11 Texte nachdenkt. 50 Jahre nach Kriegsende sei diesbezüglich "alles noch offen"[5].
  - Der blasse Hund: Nach Vormweg spreche aus dem Kaplan "die nackte Verzweiflung"[6]. Böll habe angesichts "der Leiche dieses entsetzlichen Menschen" [des blassen Hundes] seine "hoffnungslose Ratlosigkeit"[7] über die im Krieg begangenen Verbrechen artikuliert. Vormweg kritisiert die kleine Erzählung heftig[8] und gibt im selben Atemzug die Abwegigkeit seiner Kritik zu.
  - Die Brennenden: Vormweg weist auf den autobiographischen Charakter der Erzählung hin[9]. Die Existenz dieses Textes beweise, Böll habe bereits vor dem Kriege geschrieben[10]. Diese Erzählung sei zwar nicht "realistisch", aber "vielleicht" sogar die "eindringlichste"[11] des Bandes.
- Laut Henning Falkenstein kritisiere der 18-jährige Schüler Böll in Die Brennenden die Kirche und den Materialismus[12].
- Gert Ueding in Die Welt: "Wir werden unversehens Werkstatt-Gäste und damit Zeugen beim Werden eines Schriftstellers, der in seinem Frühwerk insgesamt soviel kunstvoller und artistisch wagemutiger erscheint als in allen seinen vielgerühmten Romanchroniken späterer Jahre."[13]
- In der F.A.Z.[13] werden die Erzählungen im Einzelnen kritisch besprochen und Walter Hinck fragt sich u. a., ob die Sammlung "auch für junge, für neue Leser" noch von Interesse sein kann.